# Вја ди Мецо (Ровиго)
Вја ди Мецо је насеље у Италији у округу Ровиго, региону Венето.
Према процени из 2011. у насељу је живело 141 становника. Насеље се налази на надморској висини од 8 м.